# Tiếng Akan
Tiếng Akan là một ngôn ngữ Tano Trung, là ngôn ngữ chính của người Akan ở Ghana. Khoảng 80% dân cư Ghana có thể nói tiếng Akan, trong đó khoảng 44% người Ghana là người bản ngữ. Nó cũng được nói tại vài phần của Bờ Biển Ngà.
Ba phương ngữ Akan phát triển thành ba dạng chuẩn văn học với phép chính tả riêng: Asante, Akuapem (gọi chung là Twi), và Fante. Dù thông hiểu lẫn nhau ở dạng nói, ở dạng viết, người dùng dạng chuẩn này có thể gặp trở ngại với dạng chuẩn khác. Năm 1978, Uỷ ban chữ viết Akan (AOC) tạo lập một hệ chứ viết dùng chung cho mọi người nói tiếng Akan - từ đó trở thành phương tiện giảng dạy cấp tiểu học cho người Akan cũng như người nói các ngôn ngữ Tano khác (Akyem, Sehwi, Fante, Ahanta, Guang). Uỷ ban chữ viết Akan đã làm việc để tạo ra một chữ viết chuẩn.

## Lịch sử
Trong lịch sử, người Akan sống ở Ghana di cư thành nhiều đợt liên tiếp từ thế kỷ 11 đến 18. Người Akan còn sinh sống ở miền đông Bờ Biển Ngà và một phần Togo.

## Mối quan hệ với các ngôn ngữ Tano Trung khác
Tiếng Akan là một cụm phương ngữ gồm Twi, Fante, Abron và Wasa. Nhóm phương ngữ Akan nằm trong nhóm ngôn ngữ Tano Trung, bao gồm 8 ngôn ngữ riêng biệt nữa. Ethnologue đặt cơ sở phân loại dựa trên mức độ thông hiểu lẫn nhau cũng như mức tương đồng từ vựng, lấy thông tin từ nhiều nguồn. Tuy nhiên, không phải lúc nào Ethnologue cũng dẫn nguồn và phân loại của họ không "tĩnh" (có thể thay đổi).

## Âm vị học
Vì các phương ngữ Akan khác nhau đôi chút về mặt âm vị, phương ngữ Asante sẽ là đại diện cho tiếng Akan. Tiếng Asante, như mọi phương ngữ Akan, có sự vòm hoá, hài hoà nguyên âm và thanh điệu chạy bậc thang.

### Phụ âm
Trước nguyên âm trước, tất cả phụ âm tiếng Asante được vòm hoá (hay môi-vòm hoá), âm tắc tắc xát hoá ở mức nào đó. Tập hợp tha âm của /n/ khá phức tạp.
Trong phương ngữ Asante, /ɡu/ đứng trước nguyên âm đọc là /ɡʷ/, trong phương ngữ Akuapem, nó vẫn là /ɡu/. Cụm /nh/ đọc là [ŋŋ̊].
|      |           | Môi | Môi  | Môi | Chân răng | Chân răng  | Chân răng       | Mặt lưỡi | Mặt lưỡi        | Mặt lưỡi     | Môi hoá | Môi hoá    | Môi hoá   |
| ---- | --------- | --- | ---- | --- | --------- | ---------- | --------------- | -------- | --------------- | ------------ | ------- | ---------- | --------- |
| Mũi  | thường    | m   | m    | ⟨m⟩ | /n/       | [ŋ, ɲ, ɲĩ] | ⟨n, ngi⟩        |          |                 |              | /nʷ/    | [ŋːʷ, ɲᶣĩ] | ⟨nw, nu⟩  |
| Mũi  | gấp đôi   |     |      |     | /nː/      | [ŋː, ɲːĩ]  | ⟨ng, nyi, nnyi⟩ |          |                 |              | /nːʷ/   | [ɲːᶣĩ]     | ⟨nw⟩      |
| Tắc  | vô thanh  | /p/ | [pʰ] | ⟨p⟩ | /t/       | [tʰ, tçi]  | ⟨t, ti⟩         | /k/      | [kʰ, tɕʰi~cçʰi] | ⟨k, kyi⟩     | /kʷ/    | [tɕᶣi]     | ⟨kw, twi⟩ |
| Tắc  | hữu thanh | b   | b    | ⟨b⟩ | d         | d          | ⟨d⟩             | /g/      | [dʒ, dʑi~ɟʝi]   | ⟨g, dw, gyi⟩ | /ɡʷ/    | [dʑᶣi]     | ⟨gw, dwi⟩ |
| Xát  | Xát       | f   | f    | ⟨f⟩ | s         | s          | ⟨s⟩             | /h/      | [çi]            | ⟨h, hyi⟩     | /hʷ/    | [çᶣi]      | ⟨hw, hwi⟩ |
| Khác | Khác      |     |      |     | /r/       | [ɾ, r, ɽ]  | ⟨r⟩             |          |                 |              | /w/     | [ɥi]       | ⟨w, wi⟩   |

### Nguyên âm
Các phương ngữ Akan có 14-15 nguyên âm: 4-5 nguyên âm "căng" (gốc lưỡi tiến, +ATR), 5 nguyên âm "lơi" (gốc lưỡi rụt, −ATR) (không được thể hiện đầy đủ khi viết), 5 nguyên âm mũi (không được thể hiện khi viết). Cả 14 nguyên âm này được thể hiện rõ ràng trong bảng chữ cái thời Bờ Biển Vàng.
| Ký tự | +ATR    | −ATR      |
| ----- | ------- | --------- |
| i     | /i̘/ [i̘] |           |
| e     | /e̘/ [e̘] | /i/ [ɪ~e] |
| ɛ     |         | /e/ [ɛ]   |
| a     | [æ~ɐ]   | /a/ [a]   |
| ɔ     |         | /o/ [ɔ]   |
| o     | /o̘/ [o̘] | /u/ [ʊ~o] |
| u     | /u̘/ [u̘] |           |

#### Sự hài hoà ATR
Nguyên âm Twi hoạt động theo một dạng hài hoà nguyên âm dựa trên vị trí gốc lưỡi.
1. Nguyên âm −ATR, khi theo sau là nguyên âm phi vừa +ATR, trở thành +ATR. Điều này thường được thể hiện ra khi viết: tức là, e ɛ a ɔ o trở thành i e a o u.
2. Sau nguyên âm −ATR phi đóng /e a o/, nguyên âm vừa +ATR /e̘ o̘/ trở thành nguyên đóng −ATR /i u/. Điều này không được thể hiện khi viết, do hai cặp âm đều viết là ⟨e o⟩, và trong nhiều phương ngữ, hai cặp âm này đã hợp nhất.

### Thanh điệu
Tiếng Twi có ba thanh âm vị, cao (/H/), vừa (/M/), thấp (/L/). Âm tiết đầu tiên trong từ chỉ có thể mang thanh cao hay thấp.

## Nền văn học
Tiếng Akan có nền văn học giàu về ca dao tục ngữ, truyện ngụ ngôn, tuồng kịch truyền thống, cũng như một nền văn học mới với kịch diễn, truyện ngắn, tiểu thuyết. Nền văn học dân gian bắt đầu được ghi chép từ thập niên 1800. Về sau, Joseph Hanson Kwabena Nketia biên soạn một số tập cao dao và truyện ngụ ngôn, gồm Funeral Dirges of the Akan People (1969); Folk Songs of Ghana (1963); Akan Poetry (1958). Một số tác giả sáng tác bằng tiếng Akan là A. A. Opoku (kịch gia), E. J. Osew (kịch gia), K. E. Owusu (tiểu thuyết gia) và R. A. Tabi (kịch gia-tiểu thuyết gia). Cục Ngôn ngữ Ghana đang gặp trở ngại trong việc ấn hành tiểu thuyết tiếng Akan.

## Giáo dục

### Tiểu học
Năm 1978, Ủy ban chữ viết Akan đã thiết lập một hệ chữ viết chung cho tất cả phương ngữ Akan, được sử dụng làm phương tiện giảng dạy ở trường tiểu học.

### Đại học
Tiếng Akan được nghiên cứu, giảng dạy tại một vài trường đại học lớn ở Hoa Kỳ, bao gồm Đại học Ohio, Đại học bang Ohio, Đại học Wisconsin-Madison, Đại học Harvard, Đại học Boston, Đại học Indiana, Đại học Michigan và Đại học Florida. Tiếng Akan là ngôn ngữ học châu Phi thường gặp trong chương trình thường niên của Viện ngôn ngữ châu Phi hợp tác Mùa hè (SCALI).